# Palva (Velkua)
Palva est une île de l'archipel finlandais à Naantali en Finlande.

## Géographie
La surface de l'île est de 2,9 kilomètres carrés.
L'île est assez rocheuse et son point culminant est à 46,2 mètres d'altitude,.
Les services commerciaux et le centre de services Kummeli sont situés sur la côte de Teersalo à Livonsaari.

## Transports
Il existe trois liaisons par traversiers vers Palva : l'une depuis la rive de Teersalo jusqu'à Palva (1 km), une autre de Palva à Velkuanmaa (0,94 km), et une troisième par le traversier M/S Kivimo dans la zone de Velkua.

## Galerie

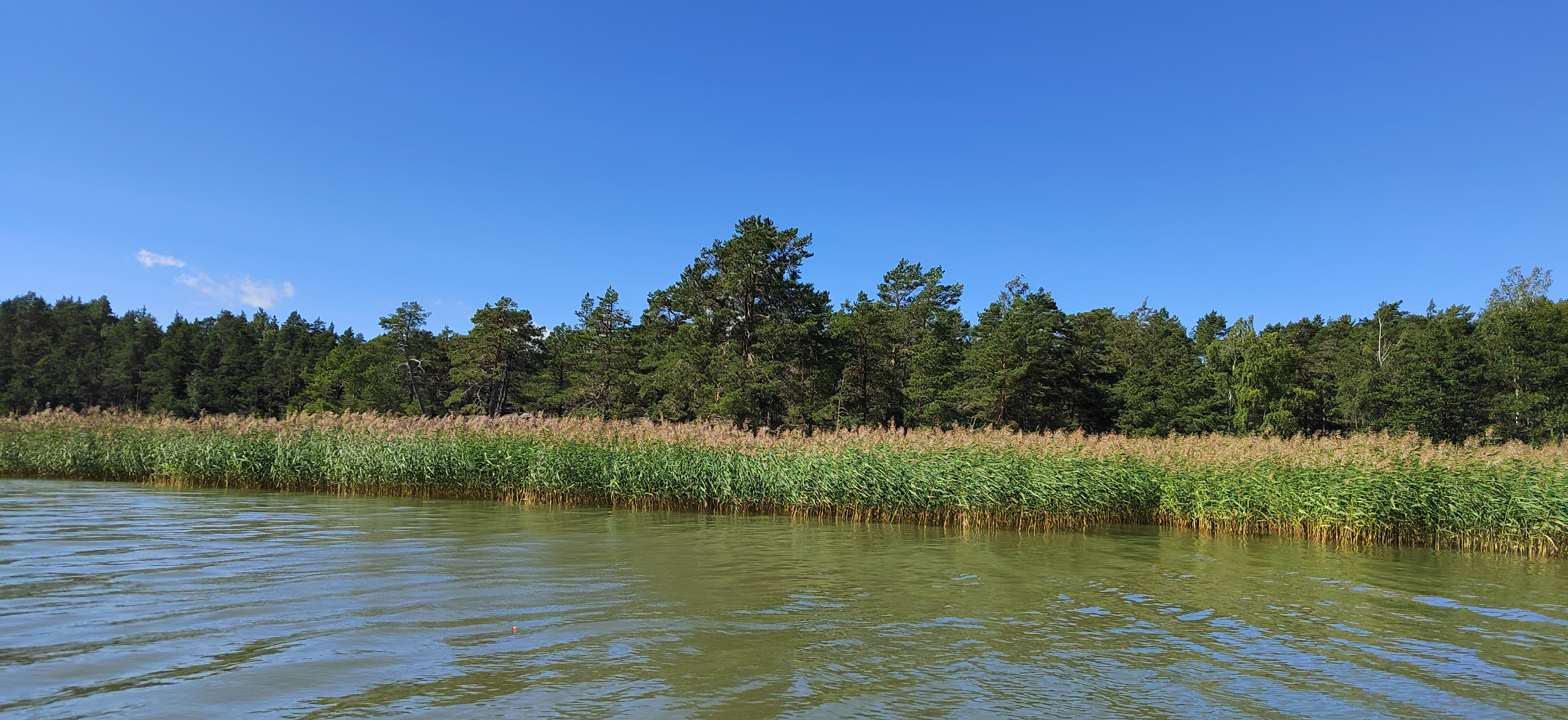
Kaislikko, Palva

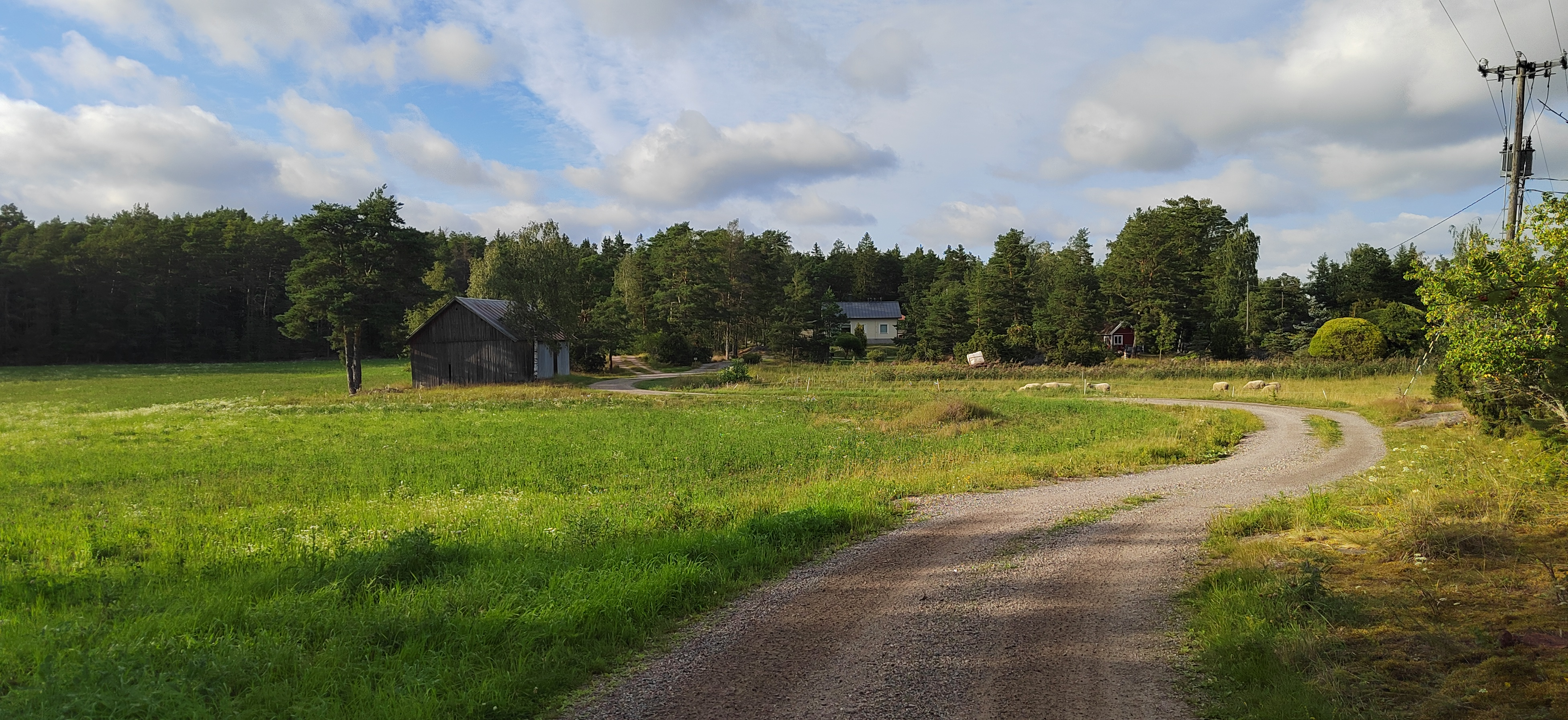
Laitumi Velkualla

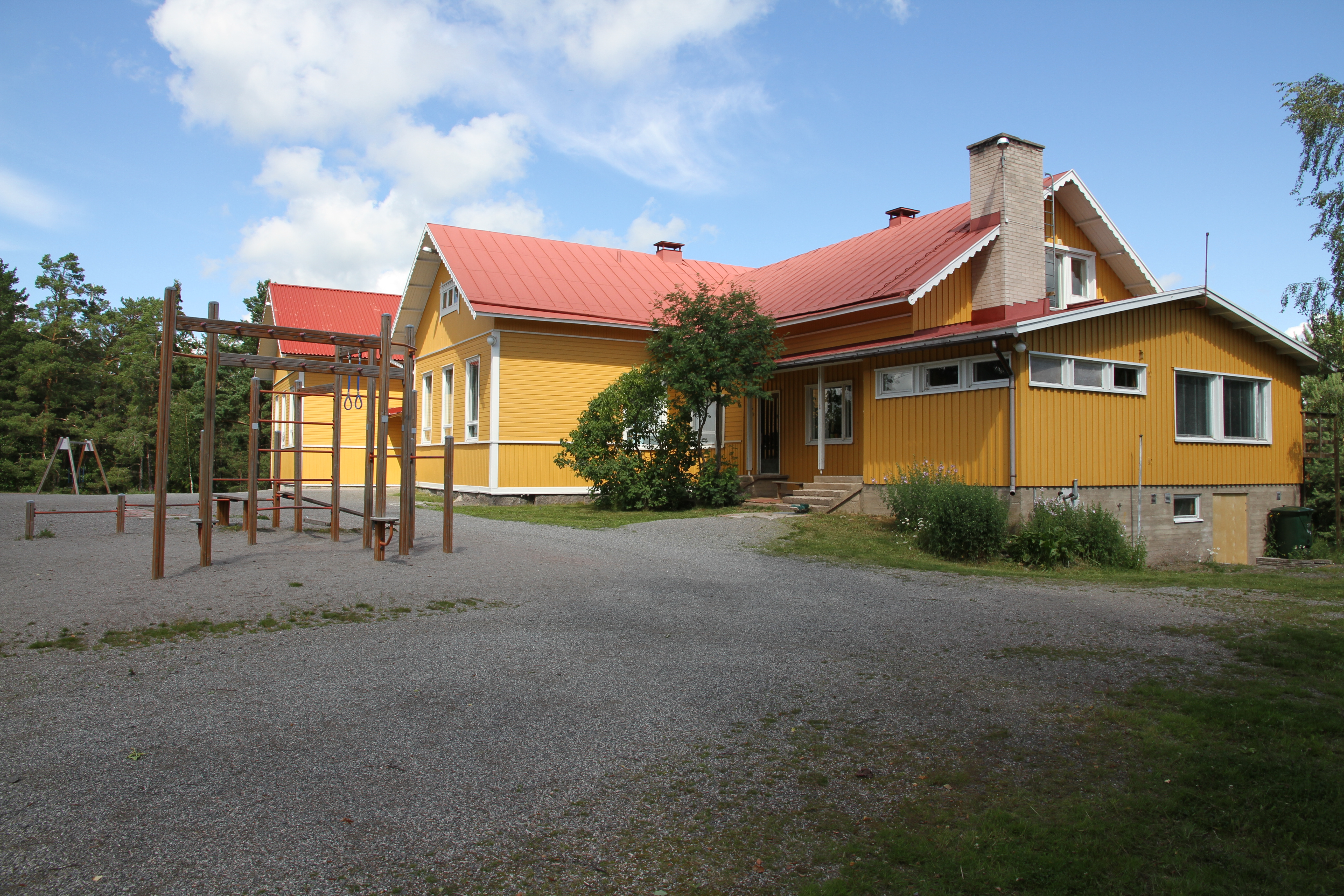
École de Velkua.
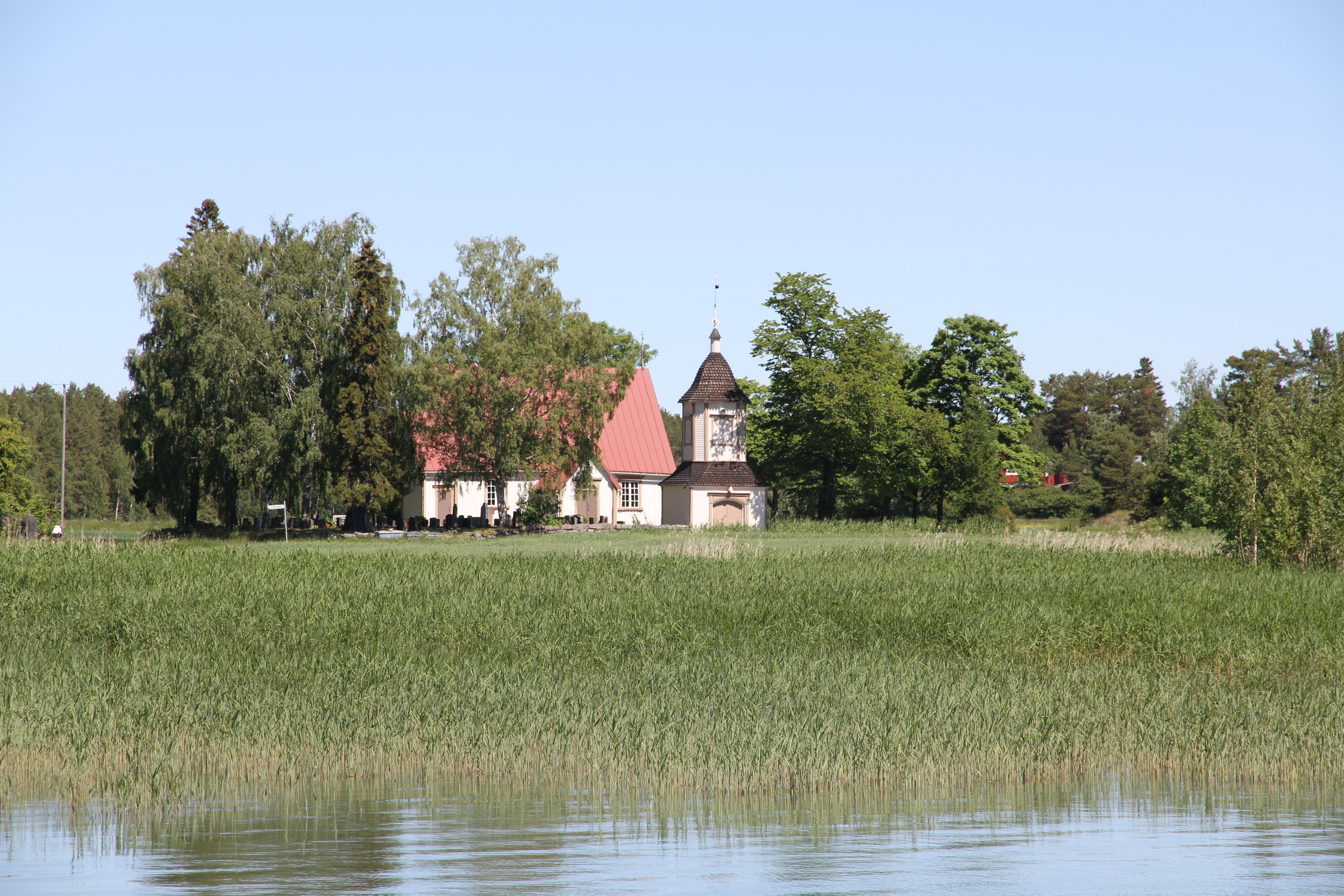
Église de Velkua.

### Articlesconnexes
- Liste d'îles de Finlande